# Добровольский, Владимир Анатольевич
Владимир Анатольевич Доброво́льский (1918—2003) — русский советский писатель. Лауреат Сталинской премии третьей степени (1949).

## Биография
В 1941 году окончил филологический факультет ХГУ. В годы Великой Отечественной войны служил адъютантом в зенитно-артиллерийском полку. Член ВКП(б) с 1948 года. Всю жизнь прожил в Харькове.

## Творчество
Главное произведение Добровольского, роман «Трое в серых шинелях», задуман как сознательный ответ на роман Дж. Б. Пристли «Трое в новых костюмах» («Three men in new suits», 1945), переведённый на русский язык в 1946 году и показывающий разочарование вернувшихся с войны фронтовиков. Книга описывает будни студентов в период восстановления народного хозяйства после войны и тоже касается проблемы врастания в мирную жизнь. Вместе с Я. Смоляком он переработал её в пьесу «Яблоневая ветка», поставленную на сцене в 1951 году.

## Награды и премии
- Сталинская премия третьей степени (1949) — за повесть «Трое в серых шинелях»[1]
- орден Отечественной войны II степени (6.4.1985)
- орден Красной Звезды (31.10.1944)
- орден Трудового Красного Знамени
- медали

## Сочинения
- Трое в серых шинелях, 1948
- Женя Маслова, 1950
- На всю жизнь, 1957

Трое в серых шинелях

- Дом в тупике, 1959 (в романе изображены молодые люди в трудной (в том числе политически) ситуации между родительским домом и школой в 1931 году)
- Угловая комната, 1962
- Август, падают звезды, 1964 (повесть из жизни учёных)
- Босиком по лужам, 1965 (продолжение романа «Дом в тупике»)
- И дух наш молод, 1971
- Последняя инстанция, 1974
- За неделю до отпуска, 1977 (инженер, виновный в несчастном случае со смертельным исходом, стоит перед выбором: признать вину или использовать свои связи)
- Текущие дела // «Звезда», 1978, № 11-12 (производственный роман)
- Мера пресечения // «Звезда», 1981, № 9-10 (экранизирован в 1983 году)
- Крымские персики // «Звезда», 1984, № 6